# Castle on the Hill
Singles de Ed Sheeran
Lay It All on Me (en)
(2015) Shape of You
(2017)
Castle on the Hill est une chanson de l'auteur-compositeur-interprète britannique Ed Sheeran.
Elle est sortie en téléchargement numérique le 6 janvier 2017 en tant que single du troisième album de l'artiste, ÷ (2017), avec l'autre single Shape of You.
Le château auquel Sheeran fait référence est le château de Framlingham, situé à Framlingham, où l'artiste a grandi.
Dans le refrain, Sheeran fait référence à la chanson Tiny Dancer d'Elton John avec les paroles "Singing to Tiny Dancer". Il est en effet un grand admirateur de l'artiste britannique et a déjà chanté avec lui.